# Casa Guillem (Guissona)
La Casa Guillem és una obra de Guissona (Segarra) protegida com a Bé Cultural d'Interès Local.

## Descripció
Edifici de planta baixa i dos pisos, amb façana de pedra i arrebossat.
A la planta baixa trobem el restaurant can Mines. Al primer pis hi ha balcons amb baranes de ferro. Totes les obertures són d'arc rebaixat fet de maons. El ràfec de teules sobresurt de la coberta.
A l'interior hi ha el pati amb escala que dona accés als pisos superiors.

## Història
Aquesta casa antigament va ser la casa dels canonges. En fer-se obres l'any 1977 es varen trobar dotze enterraments en els baixos, tots de mides i estils diferents. Es localitzaren en el segon estrat, entre la primera capa de terra i la tercera de roca dura.
Dins l'espai que avui correspon al restaurant de cal Mines es pot veure una antiga obertura per la qual els canonges accedien directament a l'església sense haver de sortir al carrer. La canongia degué ser construïda cap als segles XIV-XV i durant el segle xix vengueren l'edifici al sr. Condemines, de qui deriva el nom de la casa de cal Mines.